# Abdopus abaculus
Abdopus abaculus (ook: Octopus abaculus) is een inktvissensoort uit de familie van de Octopodidae, een klasse dieren die tot de stam der weekdieren (Mollusca) behoort. De inktvis komt enkel in zout water voor en is in staat om van kleur te veranderen. Hij beweegt zich voort door water in zijn mantel te pompen en het er via de sifon weer krachtig uit te persen. De inktvis is een carnivoor en zijn voedsel bestaat voornamelijk uit vis, krabben, kreeften en weekdieren die ze met de zuignappen op hun grijparmen vangen.
De wetenschappelijke naam van de soort werd voor het eerst geldig gepubliceerd in 1997 door Norman en Sweeney.